# Викулята (Кировская область)
Викулята — деревня в Уржумском районе Кировской области в составе Буйского сельского поселения.

## География
Находится на расстоянии примерно 19 километров на запад-юго-запад от районного центра города Уржум.

## История
Известна с 1873 году, когда здесь было учтено было дворов 28 и жителей 314, в 1905 22 и 128, в 1926 28 и 153, в 1950 24 и 120 соответственно. В 1989 году отмечено 6 жителей.

## Население
Постоянное население составляло 13 человек (мари 100 %) в 2002 году, 2 в 2010.